# 서수종
서수종(徐秀宗, 1941년 4월 20일~1994년 5월 15일)은 대한민국의 정치인이다. 제14대 국회의원을 지냈다.

## 학력
- 계림초등학교 졸업
- 경주중학교 졸업
- 경주고등학교 졸업
- 성균관대학교 상경대학 상학과 졸업
- 충남대학교 행정대학원 지방자치제 연구과정수료

## 경력
- 국가안전기획부공채정규과정3기임용
- 국가안전기획부 충북지부 지부장
- 국가안전기획부 대구ㆍ경북지부 지부장, 제1국 국장, 비서실장
- 자유평론사 이사장
- 민자당 경북경주시 지구당 위원장

## 사망
1994년 5월 15일 자택에서 심장마비 증세로 일으켜 과로사로 추정되어 있다.

## 역대 선거 결과
| 실시년도 | 선거   | 대수 | 직책     | 선거구      | 정당       | 득표수   | 득표율          | 순위 | 당락 | 비고 |
| -------- | ------ | ---- | -------- | ----------- | ---------- | -------- | --------------- | ---- | ---- | ---- |
| 1992년   | 총선   | 14대 | 국회의원 | 경북 경주시 | 민주자유당 | 32,276표 | \| \| 48.92% \| | 1위  |      | 초선 |
|          | 48.92% |      |          |             |            |          |                 |      |      |      |

## 가족 관계
- 배우자 : 최윤희
  - 슬하 1남 3녀